# Maison Hasenfeld
La Maison Hasenfeld (en hongrois : Hasenfeld-ház), aussi appelée Palais Hadik (Hadik-palota), est un édifice situé dans le 8e arrondissement de Budapest.
Le bâtiment a été construit en 1875 par János Kauser pour János Zichy (en). Il a ensuite été la propriété de la comtesse Barkóczy, puis d'Endre Hadik-Barkóczy (en) comme le Palais Hadik-Barkóczy voisin, enfin de la famille Hasenfeld avant de revenir en possession de la famille Zichy. En 1912 il a fait l'objet de transformations selon les plans de l'architecte István Möller,.